# Hervé Jean Luc Renaudin
Hervé Jean Luc Renaudin (* 22. Juli 1941 in Paris; † 18. Januar 2003) war Bischof von Pontoise.

## Leben
Hervé Jean Luc Renaudin empfing am 26. Juni 1971 die Priesterweihe.
Papst Johannes Paul II. ernannte ihn am 30. November 2000 zum Bischof von Pontoise. Der Erzbischof von Paris Jean-Marie Kardinal Lustiger weihte ihn am 7. Januar des nächsten Jahres zum Bischof; Mitkonsekratoren waren Thierry Jordan, Erzbischof von Reims, und Georges Pierre Soubrier PSS, Bischof von Nantes.